# Ścieżka kościelna w Elblągu

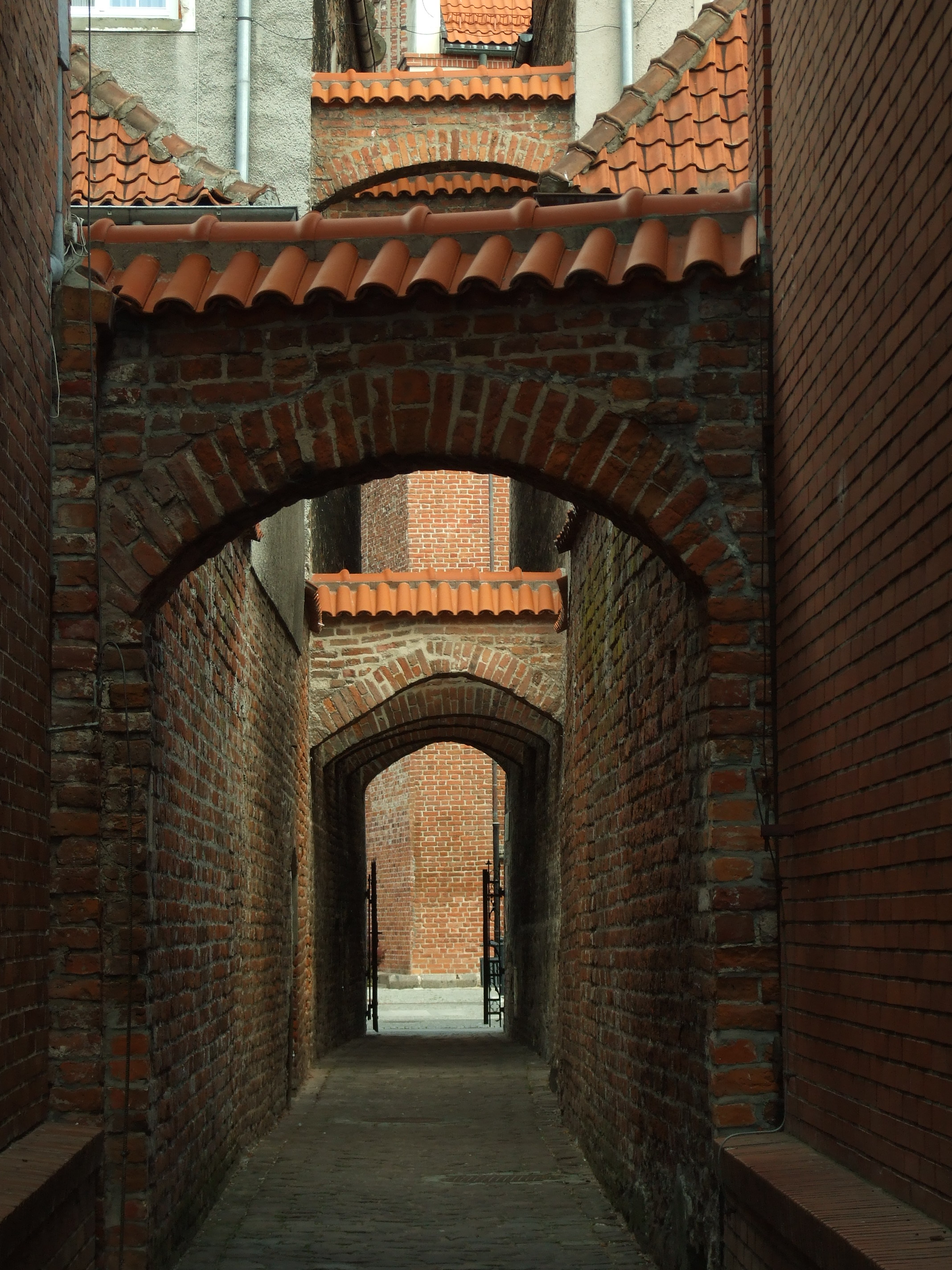
Ścieżka kościelna

Ścieżka kościelna w Elblągu – wąskie przejście między kamienicami w Elblągu, łączące trzy kościoły Starego Miasta. Stanowiła najszybszą i najkrótszą drogę pomiędzy nimi, stąd też jej nazwa. Prowadziła ona od kościoła św. Ducha, przebiegała przy kościele św. Mikołaja i kończyła się przed bramą podominikańskiego klasztoru NMP (obecnie Galeria El).
Po II wojnie światowej ocalał tylko odcinek łączący ulice Świętego Ducha i Mostową. Całe przejście rozpiera 10 gotyckich łęków. Ocalały fragment Ścieżki kościelnej stanowi jeden z nielicznych, oryginalnych elementów średniowiecznych, który zachował się na elbląskim Starym Mieście.

## Udostępnienie ścieżki dla turystów
W 2006, podczas obchodów „Dni Elbląga”, nastąpiło otwarcie Ścieżki kościelnej dla turystów. Od czasów powojennych była niedostępna dla zwiedzających, w obawie przed dewastacją zabytku. Ścieżkę jest otwarta codziennie od godz. 9.00 do 17.00.